# Bjarni Herjólfsson
Bjarni Herjólfsson war ein Wikinger. Er gilt als einer der möglichen Entdecker Amerikas.

## Leben
Der Grænlendinga saga zufolge war er ein Sohn von Herjólfr Bárðarson und seiner Frau Þorgerðr. Sein Urgroßvater gehörte zu den ersten Landnehmern in Island und es heißt, dass er schon in jungen Jahren Reichtum anhäufte, um abwechselnd die Winter in Island und Norwegen verbringen zu können. Als sein Vater 985 mit Erik dem Roten nach Grönland umsiedelte, hielt sich Bjarni gerade in Norwegen auf. Als er im Sommer nach Island zurückkehrte, erfuhr er, dass sein Vater verzogen war, und beschloss ihm zu folgen. Bei dieser Schiffsfahrt gerieten sie in Nebel und Nordwind und verloren die Orientierung. Als sich der Nebel lichtete, fanden sie die Himmelsrichtung wieder und segelten noch einen Tag und eine Nacht nach Westen. Dann sahen sie bewaldete Hügel. Bjarni segelte zwei Tage nach Norden, dann sahen sie wieder Land mit Wald. Auch hier gingen sie nicht an Land, sondern segelten drei Tage nach Südwesten und erreichten eine mit Gletschern bedeckte Insel. Sie fuhren wieder auf das Meer hinaus. Die Richtung wird nicht genannt. Nach vier weiteren Tagen erreichten sie wieder Land. Es glich dem, das Bjarni von Beschreibungen her kannte. An Land gekommen, fanden sie die Wohnung des Vaters Herjólfr in Herjólfsnes. Nach dem Tod seines Vaters übernahm Bjarni dessen Hof.
Später fuhr Bjarni von Grönland nach Norwegen zum Ladejarl Erik Håkonsson und wurde sein Gefolgsmann, wo er von seiner Entdeckung berichtete. Im nächsten Sommer kehrte er nach Grönland zurück. Dort kaufte ihm Leif Eriksson ein Schiff ab und suchte Vinland auf. Bjarni wird anschließend nicht mehr erwähnt.
Bjarni Herjólfsson wird nur in der Grænlendinga saga erwähnt. In der zweiten der Vinland-Sagas, der Eiríks saga rauða tritt er nicht auf. Dort ist Leif Eriksson der alleinige Entdecker Vinlands.